# Apelle (Bibbia)
Apelle è un personaggio citato da san Paolo nei saluti conclusivi della sua Lettera ai Romani, come uno "che ha dato buona prova in Cristo".
Nel trattato sui settanta discepoli  di Gesù attribuito a Ippolito, Apelle viene citato come il ventottesimo fra loro e identificato come il vescovo di Smirne. È ricordato nel Martirologio Romano il 22 aprile insieme a Lucio, un altro dei settanta secondo lo stesso Ippolito.